# Casa Memorială „Ion Nistor”
Casa Memorială „Ion Nistor” este un muzeu memorial înființat în anul 1993 în satul Bivolărie (în prezent cartier al orașului Vicovu de Sus din județul Suceava). Muzeul este organizat în casa familiei Nistor, care a aparținut lui Samuil Nistor. Aici a locuit în primii ani ai vieții istoricul și omul politic român Ion Nistor. Casa a fost retrocedată în 2004 soților Bodnărescu Gavril și Viorica din comuna Marginea, moștenitorii defunctei Vera Butnariu (fiica lui Samuil Nistor).

## Istoric
Ion Nistor s-a născut la data de 4 august 1876 în familia de țărani Ilie și Maria Nistor din satul bucovinean Bivolărie din comuna Vicovu de Sus aflată în districtul Rădăuți (ulterior județul Rădăuți). Urmează timp de doi ani școala primară în satul natal, apoi își continuă studiile în orașul Rădăuți, unde ulterior urmează cursurile Liceului „Eudoxiu Hurmuzachi”, pe atunci liceu german, pentru ca mai apoi să fie admis la Facultatea de Filosofie a Universității din Cernăuți.
Ion Nistor a avut o contribuție importantă la înfăptuirea statului național unitar român în 1918. A fost membru în comitetul de organizare a Adunării Naționale de la Cernăuți, care a hotărât unirea Bucovinei cu România, în cadrul căruia a redactat „Actul Unirii”. A avut o activitate didactică prodigioasă, fiind profesor la Universitățile din Viena și Cernăuți, rector al Universității din Cernăuți, profesor universitar la București, membru al Academiei Române (1911), director al Bibliotecii Academiei Române, fruntaș al Partidului Național Liberal, fost ministru de stat, reprezentând Bucovina, apoi, succesiv, ministru al lucrărilor publice, al muncii și, în final, al cultelor și artelor. A încetat din viață la 11 noiembrie 1962 la București, la vârsta de 86 de ani.

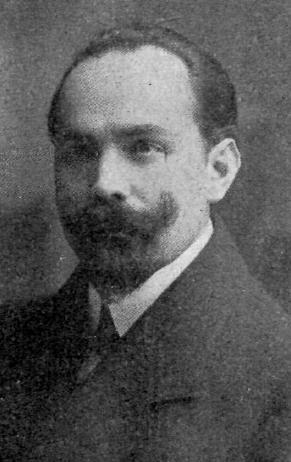
Ion Nistor

În martie 1990 se reînființează Societatea pentru Cultura și Literatura Română în Bucovina (SCLRB), organizație ce și-a început activitatea în anul 1862 la Cernăuți și care a încetat să funcționeze în 1944.
La inițiativa SCLRB, împreună cu Primăria Vicovu de Sus, este înființat la Bivolărie un muzeu dedicat memoriei lui Ion Nistor. Muzeul este deschis în anul 1993 fiind găzduit în casa în care s-a născut politicianul bucovinean și în care acesta a locuit până să părăsească satul natal în vederea continuării studiilor la Rădăuți. La inaugurare participă reprezentanți ai autorităților locale și județene, academicieni și profesori universitari, dar și membrii ai familiei.
Casa este de dimensiuni modeste. Are un singur nivel și un acoperiș în două ape, din țiglă roșie. Pentru început spațiul muzeal include doar două camere, pentru ca, în scurt timp, să fie extins și în restul imobilului. Sunt expuse documente, cărți, manuscrise, fotografii și obiecte personale care au aparținut lui Ion Nistor, o parte din ele fiind donate de fiica acestuia, Oltea I. Nistor-Apostolescu.
Proiectul Casei Memoriale „Ion Nistor” a fost conceput de Societatea pentru Cultura și Literatura Română în Bucovina în așa fel încât să devină unul de importanță națională, iar obiectivul să intre într-un circuit turistic și cultural în care se regăsesc și alte muzee memoriale din țară, precum cele dedicate lui Vasile Alecsandri din Mircești, Nicolae Grigorescu din Câmpina sau George Coșbuc din satul Hordou (astăzi Coșbuc).
La data de 3 iulie 2004 la casa lui Ion Nistor are loc un ceremonial în cadrul evenimentelor prilejuite de comemorarea a 500 de ani de la moartea lui Ștefan cel Mare (1457-1504). Tot atunci Consiliului Județean Suceava și Ministerul Culturii atribuie suma de un miliard de lei vechi pentru lucrări de restaurare la casa-muzeu.
În iunie 2012 la Muzeul de Istorie Suceava din cadrul Muzeului Bucovinei este amenajată și introdusă în circuitul de vizitare o sală dedicată lui Ion Nistor, ce cuprinde câteva piesele de mobilier restaurate (canapea și fotolii, dulap-vitrină, masă ovală cu picior, scaune) și o serie de obiecte personale (mașina de scris Remington, un aparat de radio recuperat din locuința din București, la care, în anii '50, istoricul asculta știrile de la Londra, o cutie de pălării, un geamantan cu eticheta „Sighet”). De asemenea, expoziția include o panoplie cu câteva din numeroasele titluri și decorații românești și străine cu care a fost onorat Ion Nistor: Steaua României în grad de Mare Ofițer (primită în anul 1920), Coroana României în grad de Mare Cruce (1922), Polonia restituta (1923), Ordinul Ferdinand în grad de Mare Cruce (1935), Răsplata Muncii pentru Biserică etc.
În prezent Colegiul Tehnologic din Vicovu de Sus îi poartă numele, iar în fața clădirii liceului există un bust dedicat politicianului. De asemenea, Centrul de Sănătate din localitate se numește „Ion Nistor”. Pe clădirea Colegiului Național „Eudoxiu Hurmuzachi” din Rădăuți a fost amplasată o placă memorială cu următorul text: „Aici a urmat cursurile liceale, între anii 1889-1897, Ion Nistor, unul dintre cei mai mari istorici români, tribun al marii Uniri din 1918.” 

## Imagini

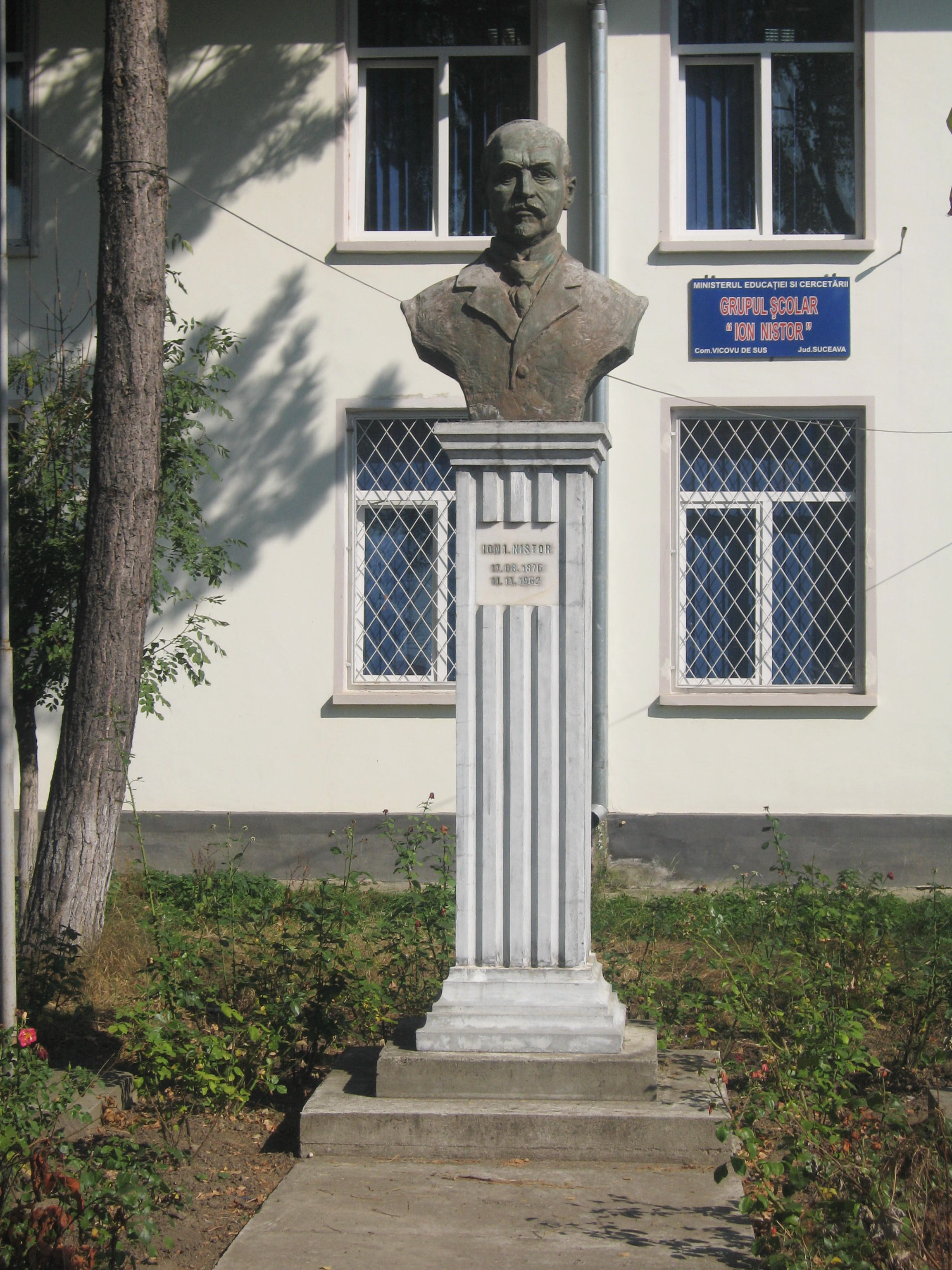
Bustul lui Ion Nistor, amplasat în fața colegiului care îi poartă numele
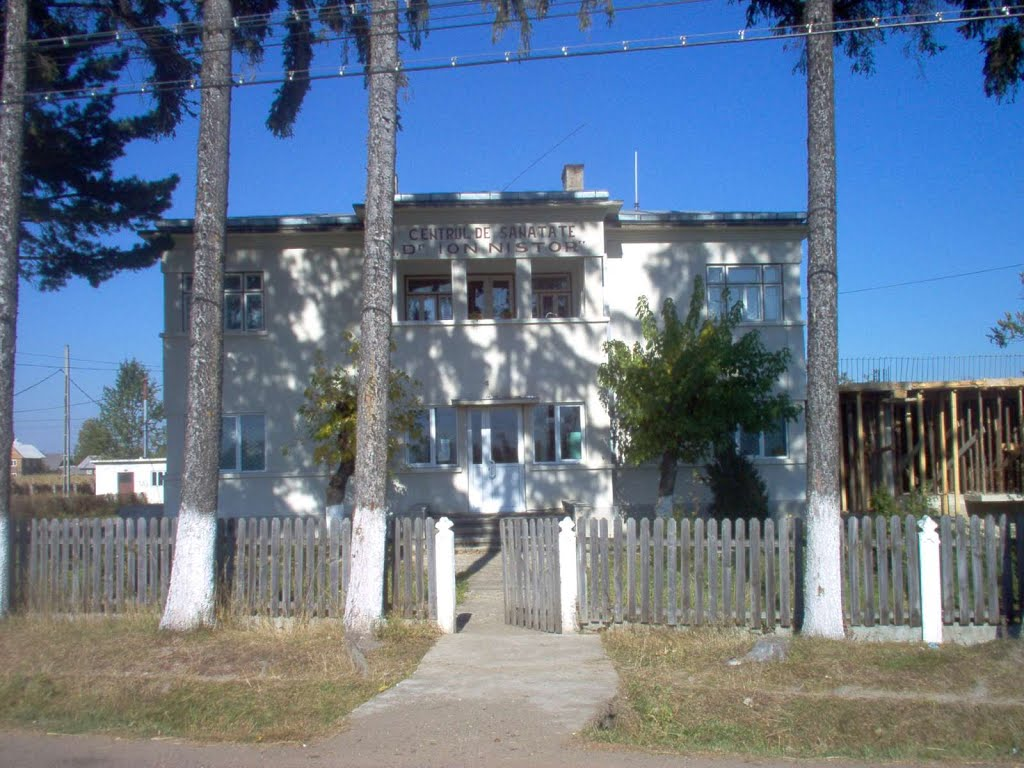
Clădirea Centrului de Sănătate „Ion Nistor” din Vicovu de Sus
- Monitorul Oficial al României din 14 aprilie 2003, în care este menționată casa-muzeu

## Vezi și
- Ion Nistor
- Bivolărie, Suceava
- Listă de muzee din România